# Alegre compañía (Willem Buytewech, Budapest)
Alegre compañía es un cuadro pintado por el artista holandés Willem Buytewech. Data de hacia 1620-1622, está pintado al óleo sobre tela, mide 72.6 x 65.4 cm y se conserva en el Museo de Bellas Artes de Budapest. Por su temática es una escena de género que se encuadra dentro del grupo conocido como Alegre compañía, que habitualmente muestra a un pequeño grupo de personas divirtiéndose, generalmente sentadas, con bebidas y, a menudo, tocando música.

## Análisis de la obra
Las apenas una docena de pinturas existentes de Buytewech ilustran la transición de representaciones alegóricas moralizadoras a cuadros de género independientes. Este cuadro, pintado alrededor de 1620, todavía muestra rasgos manieristas en los colores brillantes de los trajes entonces de moda y los movimientos ligeramente amanerados, pero ya crea la impresión de una representación realista de una escena elegante. El fondo es bastante reducido en beneficio de las figuras que tienen el rostro vuelto hacia el espectador.
El público de la época de Buytewech era capaz de reconocer el significado simbólico de determinados objetos y personajes que hoy no resultan tan obvios. Entre ellos es posible que identificara a la mujer de belleza madura que entretiene a los alegres jóvenes como la Mujer del Mundo. En la iconografía medieval personificaba el encanto de los placeres terrenales pecaminosos y tenía un globo en la cabeza, que probablemente haya sido reemplazado aquí por el mapa. Los objetos sobre la mesa, el suelo y la pared, junto con el mono, también se puede interpretar como símbolos de los cinco sentidos.